# Christian af Danmark (1603-1647)
 Der er flere personer med dette navn, se Christian af Danmark.
Christian (10. april 1603 på Københavns Slot – 2. juni 1647 på slottet Korbitz i Sachsen) var prins af Danmark som næstældste søn af kong Christian 4. og dronning Anna Cathrine
Christian skulle oprindeligt have overtaget tronen efter sin far, idet han i 1610 blev hyldet som udvalgt prins. Imidlertid døde han et år inden sin far, så han nåede aldrig at blive konge.

## Biografi

### Fødsel og opvækst
Christian blev født den 10. april 1603 på Københavns Slot som næstældste, men ældste overlevende søn af kong Christian 4. i dennes første ægteskab med Anna Cathrine af Brandenburg. Han blev opkaldt efter sin far.
Christian blev 15. marts 1610 hyldet som udvalgt prins med udsigt til at overtage tronen efter sin far. Han modtog den bedste undervisning, der kunne fås, og han fungerede som rigsforstander sammen med tre rigsråder, da hans far i 1626 drog i krig i Tyskland. 

### Ægteskab
I 1634 blev Christian gift med Magdalena Sibylla af Sachsen, der var datter af kurfyrste Johann Georg 1. af Sachsen. Brylluppet blev kaldt Det store bilager og var meget storslået og dyrt. Blandt indslagene ved festlighederne sås den allerførste opførelse med Den Kongelige Ballet. Ægteskabet forblev barnløst.

### Senere liv
Christians indsats som rigsforstander faldt ikke heldigt ud, og han blev også i andre sammenhænge upopulær, da han førte et udsvævende liv. Han var tyk, slap og døde i forbindelse med et kurophold ved Dresden; han havde drukket sig ihjel.
Han er begravet i Roskilde Domkirke.